# عبدالواحد فقیرزاده
عبدالواحد فقیر زاده (زاده ۱۳۳۵ ولسوالی بنگی ولایت تخار) سیاستمدار افغانستان و نماینده مردم ولایت تخار در دوره شانزدهم مجلس نمایندگان است. وی در مجلس شانزدهم نمایندگان افغانستان عضو کمیسیون مواصلات، مخابرات، امور انکشاف شهری، تهیه مسکن، تهیه آب و برق و امور شاروالی‌ها می‌باشد.

## زندگی‌نامه
عبدالواحد فقیر زاده زاده ۱۳۳۵ از ولسوالی بنگی ولایت تخار می‌باشد. ایشان تحصیلات ابتدایی خود را در لیسه ابو عثمان طالقانی در سال ۱۳۶۰ به اتمام رسانید و پس از آن وارد جبهه جنگ شد.

## دیگر فعالیت‌ها
دیگر فعالیت‌های ایشان:
- ولسوال ولسوالی بنگی.
- ولسوال ولسوالی خواجه بهاءالدین.
- معاون والی تخار.